# PY Большого Пса
PY Большого Пса (лат. PY Canis Majoris) — двойная затменная переменная звезда типа W Большой Медведицы (EW) в созвездии Большого Пса на расстоянии (вычисленном из значения параллакса) приблизительно 173487 световых лет (около 53191 парсека) от Солнца. Видимая звёздная величина звезды — от +18,64m до +18,27m. Орбитальный период — около 0,3533 суток (8,4792 часов).